# إمارة أفغانستان (1929)
كانت إمارة أفغانستان دولة غير معترف بها يحكمها السقاويون من يناير إلى أكتوبر 1929. صار حبيب‌ الله كلكاني الأمير الوحيد للدولة في 18 يناير 1929. انتهت الإمارة بعد سقوط كلكاني في 13 أكتوبر 1929.

## التقسيمات الإدارية

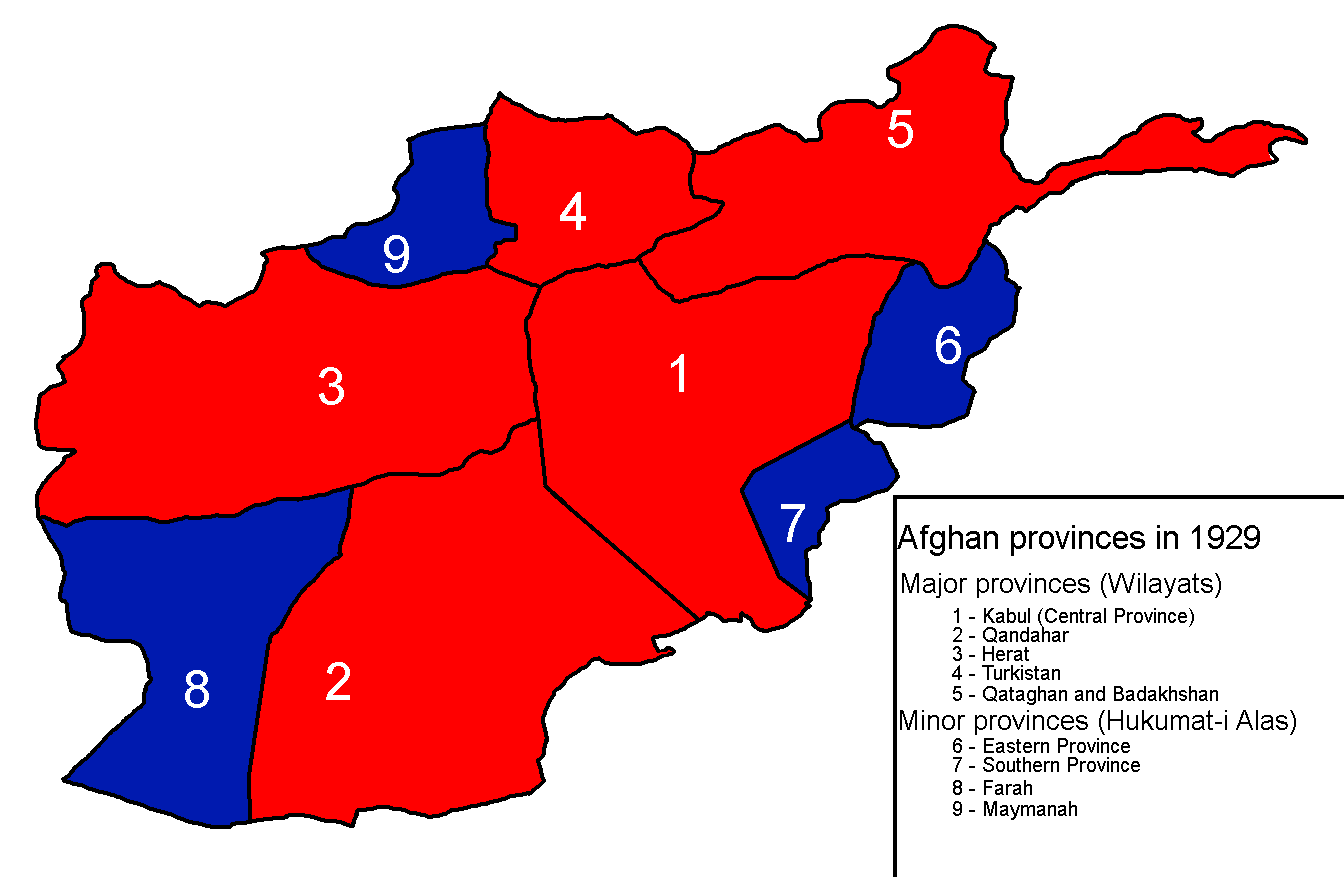
مقاطعات أفغانستان عام 1929.

## الحكومة
بمجرد وصولهم إلى السلطة، ألغى السقاويون التجنيد الإجباري والضرائب وأغلقوا المدارس.

### أصحاب المناصب
بعد توليه كابول، عين كلكاني عددًا من الأشخاص في مناصبهم، من بينهم:
- شاير جان قائد سلاح الفرسان السابق وزيرًا للمحاكم.
- عطا الحق وزيرًا للخارجية.
- عبد الغفور خان بن محمد شاه طربي من قبيلة الصافي وزيرًا للداخلية.
- مالك محسن محافظًا عامًا للمنطقة الوسطى.
- السيد حسين وزيرًا للدفاع.
- بورديل خان قائدًا ميدانيًا للجيش.
- عبد الوكيل خان قائدًا ميدانيًا للجيش إلى جانب بورديل خان.
- حميد الله باسم «سردار فخري».
- سيد محمد قائدًا ل Arg.
- ميرزا مجتبى خان وزيرًا للمالية.
- محمد محفوظ وزيرًا للحرب.
- كاكا محسن من عشيرة كاشارلو حاكمًا لهزارجات (المتمركزة في بيهسود).
- محمد كريم خان والي غزنة.
- خواجة مير علم محافظًا لمزار شريف.
- غلام محمد خان والي تاجاب.
- تشيغيل خان حاكم شاريكار.
- نادر علي حاكمًا لجاغوري وماليستان.

### حرية الحركة
في 9 مايو 1929، أصدر كلكاني مرسومًا في كابول يمنع مواطني كابول من الخروج من المدينة دون إذن، حتى في بندر أرغنده، وشارسيا، وبيني حصار، وبوتخاك، وكوتال، ودفع منار، وكوتال. - خير خانه، وميدان، وجالريز، ولوغار، وخرد كابول، وتانجي غارو أو ديه سابز.

## الاقتصاد
اعتمد كلكاني لفترة على الخزانة الملكية لدفع رواتب جيشه، دون فرض ضرائب. ومع ذلك، عندما نفدت الخزانة، أعيد فرض الضرائب. تم تحصيل الضرائب عن طريق الاستيلاء على ثروة الناس من أجل تغطية نفقات جيشه. تم تحصيل الإيرادات أيضًا من خلال إجبار التجار الطاجيك الأثرياء على المساهمة في خزنته.

## الجيش
حافظ السقاويون على جيشهم خلال فترة سيطرتهم. في 14 أبريل 1929، قدر فايز محمد عدد السقاويين بـ20 ألف.

## الثقافة
احتفلت حكومة السقاوي بعيد الاستقلال الأفغاني لمدة خمسة أيام (بدلًا من ثمانية أيام كما كان معتادًا) ابتداءً من 19 أغسطس 1929. أنفق كلكاني 60 ألف روبية أفغانية على الاحتفالات، وكان يأمل في استغلال هذه المناسبة لمحاولة كسب الجماهير الأفغانية. ألقى كلكاني خطابًا في 19 أغسطس – محتوى الخطاب غير معروف، لكن فايز محمد أشار إلى أن كلكاني «وقف هناك ليكذب بدلًا من كشف الحقيقة».

## العلاقات الدولية
مع سيطرتها على كابول، لم تتمكن حكومة السقاويين الأفغانية من الحصول على أي اعتراف دبلوماسي. ومع ذلك، تحالف السقاويون مع حركة باسمشي، مما سمح لهم بالعمل في شمال أفغانستان. تم إلغاء «ميثاق الحياد وعدم العدوان» الذي وقعته أفغانستان مع الاتحاد السوفيتي بعد انتهاء صراع أورتاتاجاي، والذي ألزم أفغانستان بوقف غارات بسماشي على الحدود.